# La viuda alegre (pel·lícula de 1952)
La viuda alegre o The Merry Widow (títol original anglès) és una comèdia musical estatunidenca produïda per la societat Metro-Goldwyn-Mayer i dirigida per Curtis Bernhardt l'any 1952. Ha estat doblada al català. Com a les versions anteriors del 1925 d'Erich von Stroheim i del 1934, d'Ernst Lubitsch, aquesta versió cinematogràfica segueix explícitament l'opereta Die lustige Witwe de Franz Lehár. La pel·lícula va rebre dos nominacions a l'Oscar: Oscar a la millor direcció artística (Cedric Gibbons, Paul Groesse, Edwin B. Willis, Arthur Krams) i Oscar al millor vestuari

## Argument
El regne de Marshovia està asfixiat pels deutes. L'única solució seria que una vídua milionària destinés la seva fortuna a treure l'estat d'una situació tan justa. Amb aquest propòsit, el rei li demana a un comte que vagi a veure-la i li faci la cort.

## Repartiment
- Lana Turner: Crystal Radek
- Fernando Lamas: Comte Danilo
- Una Merkel: Kitty Riley
- Richard Haydn: Baron Popoff
- Thomas Gomez: Rei de Marshovie
- John Abbott: Ambaixador Marshovien
- Marcel Dalio: Sergent de Policia
- King Donovan: Nitki
- Robert Coote: Marquès de Crillon
- Sujata: La gitana
- Lisa Ferraday: Marcella
- Shepard Menken: Kunjany
- Ludwig Stossel: Majordom
- Dolores Haas: 2a filla
- Patricia Joiner: Suzanne